# Craspedometra
Craspedometra is een geslacht van haarsterren uit de familie Himerometridae.

## Soort
- Craspedometra acuticirra (Carpenter, 1882)